# Barquisimeto
Barquisimeto là một thành phố Venezuela. Thành phố này là thủ phủ bang Lara ở tây trung bộ Venezuela, trung độ giữa Caracas và Maracaibo bên sông Turbio. Thành phố có diện tích 2760 km2, dân số thời điểm năm 2007 là 1,5 triệu người. Đây là thành phố lớn thứ 4 Venezuela.